# César dels Césars
El César dels César és un premi honorífic que atorga l'Acadèmia de les Arts i Tècniques del Cinema de França. El premi només s'ha entregat dues vegades, el 1985 i el 1995.
Aquest guardó premia la millor pel·lícula entre aquelles que ja hagin guanyat el César a la millor pel·lícula.

## Palmarès
- Font: Pàgina oficial del premi.

### Dècada del 1980
| Any            | Pel·lícula    | Director | Millor pel·lícula l'any | Pais |
| -------------- | ------------- | -------- | ----------------------- | ---- |
| 1985           |               |          |                         |      |
| El vell fusell | Robert Enrico | 1976     | França                  |      |

### Dècada del 1990
| Any                | Pel·lícula          | Director | Millor pel·lícula l'any | Pais |
| ------------------ | ------------------- | -------- | ----------------------- | ---- |
| 1995               |                     |          |                         |      |
| Cyrano de Bergerac | Jean-Paul Rappeneau | 1991     | França                  |      |